# أرنولد نيومان
أرنولد نيومان (بالإنجليزية: Arnold Newman)‏ هو مصور أمريكي، ولد في 3 مارس 1918 في نيويورك في الولايات المتحدة، وتوفي بنفس المكان في 6 يونيو 2006 بسبب سكتة.

## وصلات خارجية
- الموقع الرسمي
- أرنولد نيومان على موقع IMDb (الإنجليزية)
- أرنولد نيومان على موقع الموسوعة البريطانية (الإنجليزية)
- أرنولد نيومان على موقع ميوزك برينز (الإنجليزية)
- أرنولد نيومان على موقع إن إن دي بي (الإنجليزية)
- أرنولد نيومان على موقع ديسكوغز (الإنجليزية)
- أرنولد نيومان على موقع كينوبويسك (الروسية)